# NGC 2228
NGC 2228 è una galassia a spirale barrata del tipo Hubble SB0, situata nella costellazione di Dorado nell'emisfero australe. Si stima che si trovi a 315 milioni di anni luce dalla Via Lattea e abbia un diametro di circa 75.000 anni luce.
Nella stessa area celeste si trovano, tra l'altro, le galassie NGC 2229, NGC 2230, NGC 2233, NGC 2235.

## Scoperta
La galassia è stata scoperta il 31 gennaio 1835 dall'astronomo britannico John Herschel.